# Зеон
Зеон (нім. Seon) — громада  в Швейцарії в кантоні Ааргау, округ Ленцбург.

## Географія
Громада розташована на відстані близько 70 км на північний схід від Берна, 11 км на південний схід від Аарау.
Зеон має площу 9,6 км², з яких на 19,6% дозволяється будівництво (житлове та будівництво доріг), 50,9% використовуються в сільськогосподарських цілях, 29,4% зайнято лісами, 0,1% не є продуктивними (річки, льодовики або гори).

## Демографія
2019 року в громаді мешкало 5223 особи (+10,8% порівняно з 2010 роком), іноземців було 24,9%. Густота населення становила 543 осіб/км².
За віковим діапазоном населення розподілялося таким чином: 20,7% — особи молодші 20 років, 61,2% — особи у віці 20—64 років, 18,1% — особи у віці 65 років та старші. Було 2228 помешкань (у середньому 2,3 особи в помешканні).
Із загальної кількості 2917 працюючих 67 було зайнятих в первинному секторі, 690 — в обробній промисловості, 2160 — в галузі послуг.